# Premio Nacional de Clausura
El Premio Nacional de Clausura (oficialmente: Nationale Sluitingsprijs-Putte-Kapellen) es una carrera ciclista belga disputada en Putte (provincia de Amberes) y sus alrededores, en el mes de octubre. Es la última carrera belga de la temporada y de ahí su nombre.
Creada en 1929, desde la creación de los UCI Europe Tour en 2005 formó parte del UCI Europe Tour, dentro de la categoría 1.1, hasta 2017. En 2018 la carrera dejó de ser UCI, para convertirse en una carrera de categoría nacional belga.

## Palmarés
| Año     | Ganador                 | Segundo               | Tercero                     |
| ------- | ----------------------- | --------------------- | --------------------------- |
| 1929    | Alexander Maes          | Armand Van Bruaene    | August Reyns                |
| 1930    | Georges Ronsse          | Godefried Devocht     | Louis Delannoy              |
| 1931    | Godfried De Vocht       | Jules Deschepper      | Odile Van Hevel             |
| 1932    | Leo De Rijck            | August Verdijck       | Cornelius Leemans           |
| 1933    | Leo De Rijck            | Louis Duerloo         | Jérôme France               |
| 1934    | Jozef Horemans          | Frans Dictus          | Louis Rolus                 |
| 1935    | Gustave Reyns           | Frans Dictus          | Louis Rolus                 |
| 1936    | Frans Dictus            | Michel D'Hooghe       | Albert Gijsen               |
| 1937    | Karel Kaers             | Stan Lauwers          | Louis Duerloo               |
| 1938    | Albert Gijsen           | Frans Binnemans       | Kemper Horemans             |
| 1939-42 | no se disputó           |                       |                             |
| 1943    | Frans Hotag             | Martin Van Den Broeck | Pol Verschueren             |
| 1944    | no se disputó           |                       |                             |
| 1945    | Theo Middelkamp         | Frans Knaepkens       | Bernard Francken            |
| 1946    | Victor Jacobs           | Jef Mertens           | Omer Mommerency             |
| 1947    | Albert Ramon            | Désiré Marien         | Emile Rogiers               |
| 1948    | Léon Daenekynt          | Joseph Van Staeyen    | Robert Minnaert             |
| 1949    | André Declerck          | René Janssens         | Omer Braeckeveldt           |
| 1950    | Arthur Mommerency       | Omer Braeckeveldt     | Juul Huvaere                |
| 1951    | René Janssens           | Henri Van Kerkhove    | Marcel Hendrickx            |
| 1952    | René Janssens           | Hilarie Couvreur      | Henri Van Kerkhove          |
| 1953    | Joseph Schils           | Frans Loyaerts        | Karel De Baere              |
| 1954    | Jean Bogaerts           | Jos De Feyter         | Joseph Wauters              |
| 1955    | Karel De Baere          | Pino Cerami           | Martin Van Geneugden        |
| 1956    | Roger Verplaetse        | Rik Van Looy          | André Vlayen                |
| 1957    | Roger Decock            | Maurice Meuleman      | Karel De Baere              |
| 1958    | Karel De Baere          | Joseph Schils         | Rik Van Looy                |
| 1959    | Joseph Planckaert       | Petrus Oellibrandt    | Jo de Haan                  |
| 1960    | Emile Daems             | Jean-Baptiste Claes   | Jan Zagers                  |
| 1961    | Piet Rentmeester        | Robert De Middeleir   | Louis Proost                |
| 1962    | Ludo Janssens           | Gustaaf De Smet       | Benoni Beheyt               |
| 1963    | Gustaaf De Smet         | Etienne Vercauteren   | Theo Mertens                |
| 1964    | Gustaaf De Smet         | Benoni Beheyt         | Jozef Verachtert            |
| 1965    | Frans Brands            | Noël Foré             | Armand Desmet               |
| 1966    | Henk Nijdam             | Gustaaf De Smet       | Roger De Wilde              |
| 1967    | Eddy Merckx             | Jos Boons             | René Corthout               |
| 1968    | Frans Brands            | Julien Stevens        | Jozef Huysmans              |
| 1969    | René Pijnen             | Willy De Geest        | Fernand Hermie              |
| 1970    | Daniel Van Ryckeghem    | Pieter Nassen         | Dani Verplancke             |
| 1971    | Roger Swerts            | Etienne Antheunis     | Gerben Karstens             |
| 1972    | Gustaaf Van Roosbroeck  | Eddy Merckx           | Walter Godefroot            |
| 1973    | Gustaaf Van Roosbroeck  | Dirk Baert            | Fernand Hermie              |
| 1974    | Frans Van Looy          | Pierre Tosi           | Cees Bal                    |
| 1975    | Johan van Katwijk       | Etienne Van Der Helst | Ludo Peeters                |
| 1976    | Herman Van Springel     | Frans Van Vlierberghe | Adrie Schipper              |
| 1977    | Frans Van Looy          | Eddy Verstraeten      | Willem Peeters              |
| 1978    | Jos Jacobs              | Hendrik Caethoven     | Danny Ameloot               |
| 1979    | Frans Van Looy          | Fedor den Hertog      | Willy Teirlinck             |
| 1980    | Patrick Lerno           | Dirk Heirweg          | Ronny Van Marcke            |
| 1981    | Jan Bogaert             | William Tackaert      | Luc Colyn                   |
| 1982    | Luc Colyn               | Alain Desaever        | Patrick Cocquyt             |
| 1983    | Adrie van der Poel      | Ludo De Keulenaer     | Leo van Vliet               |
| 1984    | Dirk Heirweg            | Ludo De Keulenaer     | Jean-Marie Wampers          |
| 1985    | Jean-Marie Wampers      | Eddy Van Hoff         | Eddy Vanhaerens             |
| 1986    | Adrie van der Poel      | René Martens          | Jaak Hanegraff              |
| 1987    | Adrie van der Poel      | Henri Mannaerts       | Gerrie Knetemann            |
| 1988    | Jerry Cooman            | Michel Cornelisse     | Hans Daams                  |
| 1989    | Benjamin Van Itterbeeck | Marnix Lameire        | Patrice Bar                 |
| 1990    | Ludo Giesberts          | Hendrik Redant        | Dirk Heirweg                |
| 1991    | Herman Frison           | Kees Hopmans          | Peter Spaenhoven            |
| 1992    | Paul Haghedooren        | Michel Cornelisse     | Nico Eeckhout               |
| 1993    | Wim Omloop              | Peter Spaenhoven      | Edwig Van Hooydonck         |
| 1994    | Maarten den Bakker      | Adri van der Poel     | Servais Knaven              |
| 1995    | Tom Steels              | Jelle Nijdam          | Marat Ganeev                |
| 1996    | Peter Spaenhoven        | Michael van der Wolf  | Robbie Van Daele            |
| 1997    | John Talen              | Geert Omloop          | Bart Heirewegh              |
| 1998    | Wilfried Peeters        | Andreas Beikirch      | Steven de Jongh             |
| 1999    | Dave Bruylandts         | Steven de Jongh       | Keon Beeckman               |
| 2000    | Steven de Jongh         | Aart Vierhouten       | Wilfried Peeters            |
| 2001    | Wesley Van Speybroeck   | Chritsoph Roodhooft   | Donatas Virbickas           |
| 2002    | Geert Omloop            | Roy Sentjens          | Gorik Gardeyn               |
| 2003    | Nick Nuyens             | Max van Heeswijk      | Remco van der Ven           |
| 2004    | Max van Heeswijk        | Steven de Jongh       | Hans Dekkers                |
| 2005    | Gert Steegmans          | Roger Hammond         | Rudi Kemna                  |
| 2006    | Gorik Gardeyn           | Benny De Schrooder    | Andy Cappelle               |
| 2007    | Floris Goesinnen        | Roy Sentjens          | Kristof Goddaert            |
| 2008    | Hans Dekkers            | Tom Boonen            | Tom Veelers                 |
| 2009    | Denis Flahaut           | Stefan van Dijk       | James Vanlandschoot         |
| 2010    | Adam Blythe             | Wouter Weylandt       | Stefan van Dijk             |
| 2011    | Yauheni Hutarovich      | Joeri Stallaert       | Wim Stroetinga              |
| 2012    | Wim Stroetinga          | Michael Van Staeyen   | Stefan van Dijk             |
| 2013    | Jens Debusschere        | Timothy Dupont        | Reinardt Janse van Rensburg |
| 2014    | Jens Debusschere        | Tom Van Asbroeck      | Jonas Van Genechten         |
| 2015    | Nacer Bouhanni          | Tom Van Asbroeck      | Jens Debusschere            |
| 2016    | Roy Jans                | Timothy Dupont        | Moreno Hofland              |
| 2017    | Arvid de Kleijn         | Coen Vermeltfoort     | Timothy Dupont              |
| 2018    | Taco van der Hoorn      | Piotr Havik           | Cees Bol                    |
| 2019    | Piotr Havik             | Luke Mudgway          | Lionel Taminiaux            |
| 2020-21 | no se disputó           |                       |                             |
| 2022    | Arne Marit              | Coen Vermeltfoort     | Milan Fretin                |
| 2023    | Coen Vermeltfoort       | David van der Poel    | Jordan Habets               |
| 2024    | Timo de Jong            | Ylber Sefa            | Peter Schulting             |

## Palmarés por países
| País         | Victorias |
| ------------ | --------- |
| Bélgica      | 65        |
| Países Bajos | 21        |
| Francia      | 2         |
| Reino Unido  | 1         |
| Bielorrusia  | 1         |